# Ephyrina childressi
Ephyrina childressi is een garnalensoort uit de familie van de Acanthephyridae. De wetenschappelijke naam van de soort is voor het eerst geldig gepubliceerd in 1986 door Chace.